# 徳永れい子
徳永 れい子（とくなが れいこ、1951年1月12日 - ）は、日本の元女優。本名、佐藤 礼子。旧姓名および別表記、徳永 礼子（読み同じ）。
神奈川県川崎市出身。頌栄女子学院高等学校卒業。

## 来歴
1968年、東宝ニューフェイスに合格して東宝の研究生となる。同期には、梅田智子、成川哲夫、関口昭子などがいる。同年、テレビドラマ『でっかい青春 』でデビュー。続いて『進め!青春』『炎の青春』に生徒役でレギュラー出演。映画では、『夕日くん サラリーマン脱出作戦』『グァム島珍道中』などに助演した。
1972年に東宝テレビ部に移籍と同時に徳永れい子に改名。『細うで繁盛記』では新珠三千代演ずるヒロイン・加代の姪である志津江の成人後を演じる。当時の紹介記事では「『細うで繁盛記』は毎回楽しみに見ており、新珠さんとは以前から知っているので新入りの気がしません」と述べている。
1974年、CBCのドラマ『海の幸』で洋画家である青木繁の妻・たね（本作では福田たね子）役で初のヒロイン役を演じる。当時のインタビュー記事では、ヒロインのたね子と自分の性格は似ているため、却ってやりづらいと述べたうえで「衣装を着ると気が引き締まるので、時代劇は好きです」と述べている。
『海の幸』出演後は、『SFドラマ 猿の軍団』に出演。
1976年にテレビ局ディレクターと結婚した。結婚後に芸能界を引退。
2014年に発売された『SFドラマ 猿の軍団 DVD-BOX』の特典映像に、共演者の潮哲也、斉藤浩子とともに出演。引退後に公の場に出るのは久しぶりであると述べている。
趣味は、ドライブ、旅行。

## 出演

### テレビドラマ
- でっかい青春 第39話「花のいのち」（1968年、NTV）‐ 花井宏子
- 進め!青春（1968年、NTV） ‐  桜井亜矢子
- 炎の青春（1969年、NTV） ‐ 発田ルミ子
- 兄貴の恋人（1970年、CX） - 小畑久美
- 兄貴の花嫁（1971年、NET）
- 大忠臣蔵 （1971年、NET） ‐ 正岡加代
- ポーラテレビ小説 （TBS）
  - オランダおいね（1970年） ‐ 二宮ちせ
  - ひまわりの道（1971年‐1972年） ‐ 美代
  - 薩摩おごじょ（1973年） ‐ 田川みつ
- 1・2・3と4・5・ロク 第17話「ずっこけキャンプでごめんね」、第18話「海獣さんとにらめっこ」（1972年、TBS）‐ 児島令子
- 太陽にほえろ! 第9話「鬼刑事の子守唄」（1972年、NTV） - 牧村ひろこ
- 細うで繁盛記 第2期（1973年、YTV） ‐ 志津江（成人期）
- マドモアゼル通り（1972年 ‐ 1973年、YTV） ‐ 森田ヒロミ
- 剣客商売 第10話「嘘とまことの間」（1973年、CX） - おきく
- 計画産児（1973年、MBS）
- どてらい男　第一部 丁稚・独立篇（1973年 ‐ 1975年、KTV）
- 海の幸（1974年、CBS） ‐ 主演・福田たね子
- 幡随院長兵衛お待ちなせえ 第15話「怪談・呪いの古井戸」（1974年、MBS）
- SFドラマ 猿の軍団（1974年 ‐ 1975年、TBS） ‐ 泉和子
- 江戸の旋風（CX）
  - 同心部屋御用帳 江戸の旋風 第2話「口紅の矢」（1975年）
  - 同心部屋御用帳 江戸の旋風III 第6話「牢入り志願」（1978年）
- 華麗なる刑事 第5話「10カウントゴングを鳴らすな」（1977年、CX）- 秋山あや子

### 映画
- クレージーの大爆発（1969年、東宝）-　参一銀行行員
- 喜劇 新宿広場（1969年、東宝）-　東規子
- 誰のために愛するか（1971年、東宝）- 元木恵子
- 夕日くん サラリーマン脱出作戦（1971年、東宝）
- 西のペテン師 東のサギ師 （1971年、東京映画）-河本直子
- 夕日くん サラリーマン仁義（1973年、東宝）
- グアム島珍道中（1973年、東宝）-幸子
- 続・人間革命（1976年、東宝映像・シナノ企画）

### CM
- エスエス製薬　ブロン液